# Arteaga (Coahuila)
Arteaga es una población en el estado de Coahuila, México, forma parte de la Zona metropolitana de Saltillo. Tiene una población de 15,534 habitantes (2020), la actividad agrícola más representativa es el cultivo de manzana, el clima en la cabecera municipal es muy similar al de Saltillo. El territorio del municipio abarca parte de la Sierra Madre Oriental, lo que hace que en las partes más altas la temperatura descienda hasta los −15 °C.
Los atractivos naturales del municipio atraen turistas que practican deportes como ciclismo de montaña, ciclismo de ruta, montañismo, carrera de montaña, carrera de ultrafondo, entre otros. Fue nombrado así en homenaje al general José María Arteaga. Su nombre proviene del euskera arte "encina" o "roble" y aga "lugar", por lo que significa "lugar de robles".

## Historia
Esta región fue ocupada desde 1580 por algunas familias de españoles, quienes contarían con indígenas huachichiles, quienes construyeron sus viviendas, como congregación le dieron el nombre de San Isidro de las Palomas, de hecho originalmente fue un caserío y no una villa en toda forma, tal como lo marcaban las Leyes Nuevas de 1542. 
Para septiembre-octubre de 1591 se fundaría con 100 familias tlaxcaltecas procedentes de Tizatlán, del Señorío de Tlaxcala (actual Estado de Tlaxcala) el Pueblo de San Esteban de la Nueva Tlaxcala, aledaño a la villa de Santiago del Saltillo, y si bien los principales propietarios españoles de tierras del valle de Saltillo cedieron gran parte de sus tierras y derechos de uso de aguas, estas no alcanzaron para que todas las familias de los tlaxcaltecas fuesen dotadas de ellas, por tanto fue necesario que el Capitán Francisco de Urdiñola, quien era Theniente de Gobernador, es decir representante del Gobernador del Reyno de la Nueva Vizcaya, Rodrigo de Río Lossa, decidió de Urdiñola llevar a varias familias hacia la zona Oriente de dicho valle para que se instalaran allì una vez que se les mercedaran tierras y derechos de aguas, por lo mismo para el 31 de diciembre de 1591, el Capitán Francisco de Urdiñola fundó la Congregación de San Isidro de las Palomas, lugar donde convivieron y con algunas familias tlaxcaltecas dirigidas por don Buenaventura de Paz y el Gobernador del Pueblo de San Esteban de la Nueva Tlaxcala, Joaquín de Velasco, tlaxcaltecas, realizándose todo el ceremonial que marcaban las Leyes Nuevas de 1542, para la establecer poblazones, que consistía en que los que iban a ser poseedores de tierras y aguas recorrieran dichas tierras, para que luego tomaran tierra, aguas con sus manos, para esparcirlas al aire, lo mismo que cortar pastos y ramas de árboles, como señales de que tomaban posesión de dichos bienes, y finalmente levantar el acta de ley ante el entonces escribano público, Gaspar Duarte. Así los tlaxcaltecas iniciaron el cultivo de maíz, trigo, avena, frijol, calabaza, chile y comenzaron a cultivar árboles frutales.
Si bien existía la prohibición de que en los poblados de indígenas no viviesen ni conviviesen españoles, se tiene, sin embargo, que, para el año de 1608, llegaron a San Isidro de las palomas algunos irlandeses, a los cuales se les mercedaron, por real orden del rey Carlos II, tierras para cultivo y derechos del uso de aguas. 
La presencia de irlandeses en el valle de Saltillo, en 1608, se debió al hecho de que los irlandeses tenían un conflicto constante con los ingleses, por motivos religiosos, y que si bien recibieron apoyo de la Corona Española, por tener fe católica, pero que fueron derrotados militarmente en varias ocasiones, esto provocó que muchos líderes y jefes menores tuviesen que emigrar, para evitar ser aprehendidos por los ingleses, y por lo mismo se refugiaron en España. Una de las primeras derrotas del ejército hispano-irlandés fue en la más terrible derrota de los católicos en la larga campaña militar de Kinsale, ocurrida entre el 5 de octubre de 1601 y 3 de enero de 1602, es decir que se fueron desarrollando varios enfrentamientos en territorio irlandés. 
Hasta que en la Batalla de Kinsale, se terminó decidiendo el resultado de esa campaña, en este sentido se tiene que dicha batalla las tropas protestantes maniobraron con mayor coordinación ante las tropas hispano-irlandesas que estaban muy desorganizadas; así los ingleses y sus soldados de caballería, armados con lanzas muy largas arremetieron y arrasaron con los irlandeses y los españoles, en acciones envolventes. Los hispano-irlandeses eran unos 6,000 soldados, los españoles otros 3,000 de tropa y 500 de caballería, con pérdida de 1,200 irlandeses y 100 españoles, y de ellos se rindieron alrededor de3,400 combatientes; mientras que los ingleses eran 11,800 soldados de infantería y 857 de caballería, de todos estos se menciona que una reducida cantidad resultaron ser desertores y otros desaparecidos.  
La derrota de la Batalla de Kinsale provocó gran desánimo entre los irlandeses, pero cierta cantidad de ellos continuó enfrentando a los ingleses para evitar caer bajo el control de la Corona Inglesa, lo cual duró hasta enero de 1603, cuando fueron sometida toda la resistencia irlandesa, pero sucumbirían finalmente, sin embargo ello no bastó para los ingleses, ya que iniciaron una persecución en contra de los miembros de la nobleza, así como de los capitanes y oficiales irlandeses, lo que provocó finalmente la llamada "Fuga de los Condes" de 1607, así los irlandeses que llegaron a la península ibérica que decidieron quedarse en ella, establecieron algunos comercios, lo mismo que ingresaron a alguna de las órdenes religiosas, así como que establecieron escuelas de primeras letras y colegios se enrolaron como soldados al servicio de la Corona Española, mientras que otros, junto con sus familias aceptaron pasar a vivir a las Indias Occidentales o Nuevo Mundo, por lo mismo una cierta cantidad de ellos terminaron asentándose en la actual región de Arteaga.
Durante la segunda intervención francesa, San Isidro de las Palomas estuvo ocupado por los franceses, pertenecientes a las fuerzas del general Félix Charles Douay, en 1865 y parte de 1866, quienes se comportaron correctamente, dando la impresión de que simpatizaban con el pueblo.
Esta población continuó dependiendo de Saltillo hasta el día 29 de diciembre de 1866, cuando por decreto del gobernador, general Andrés S. Viesca, se le concedió el título de Villa de Arteaga, en honor al héroe general José María Arteaga, quien habiendo nacido en la Ciudad de México, fue un destacado patriota que combatió a los norteamericanos y franceses y posteriormente ocupó la gobernatura del Estado de Querétaro.

## Clima
| Parámetros climáticos promedio de Arteaga | Parámetros climáticos promedio de Arteaga | Parámetros climáticos promedio de Arteaga | Parámetros climáticos promedio de Arteaga | Parámetros climáticos promedio de Arteaga | Parámetros climáticos promedio de Arteaga | Parámetros climáticos promedio de Arteaga | Parámetros climáticos promedio de Arteaga | Parámetros climáticos promedio de Arteaga | Parámetros climáticos promedio de Arteaga | Parámetros climáticos promedio de Arteaga | Parámetros climáticos promedio de Arteaga | Parámetros climáticos promedio de Arteaga | Parámetros climáticos promedio de Arteaga |
| Mes                                       | Ene.                                      | Feb.                                      | Mar.                                      | Abr.                                      | May.                                      | Jun.                                      | Jul.                                      | Ago.                                      | Sep.                                      | Oct.                                      | Nov.                                      | Dic.                                      | Anual                                     |
| ----------------------------------------- | ----------------------------------------- | ----------------------------------------- | ----------------------------------------- | ----------------------------------------- | ----------------------------------------- | ----------------------------------------- | ----------------------------------------- | ----------------------------------------- | ----------------------------------------- | ----------------------------------------- | ----------------------------------------- | ----------------------------------------- | ----------------------------------------- |
| Temp. máx. abs. (°C)                      | 33                                        | 39                                        | 38                                        | 38                                        | 40                                        | 41                                        | 39                                        | 38                                        | 39                                        | 39                                        | 36                                        | 34                                        | 41                                        |
| Temp. máx. media (°C)                     | 18.4                                      | 20.0                                      | 23.1                                      | 26.5                                      | 28.7                                      | 29.5                                      | 29.8                                      | 28.4                                      | 25.8                                      | 23.8                                      | 21.8                                      | 18.7                                      | 24.5                                      |
| Temp. mín. media (°C)                     | 4.8                                       | 5.6                                       | 7.5                                       | 10.4                                      | 12.5                                      | 13.3                                      | 13.6                                      | 13.0                                      | 11.0                                      | 9.0                                       | 7.0                                       | 5.1                                       | 9.4                                       |
| Temp. mín. abs. (°C)                      | -4                                        | -4                                        | -3                                        | 0                                         | 0                                         | 2                                         | 2                                         | 1                                         | 1                                         | -1                                        | -2                                        | -10                                       | -10                                       |
| Precipitación total (mm)                  | 10                                        | 15                                        | 7                                         | 25                                        | 34                                        | 56                                        | 88                                        | 85                                        | 103                                       | 31                                        | 17                                        | 20                                        | 491                                       |
| Fuente: 16 de enero de 2013               |                                           |                                           |                                           |                                           |                                           |                                           |                                           |                                           |                                           |                                           |                                           |                                           |                                           |

## Personas destacadas
- Jesús Dávila Sánchez, militar revolucionario.
- Ignacio Cepeda Dávila, político y gobernador.
- Román Cepeda Flores, político, agricultor y gobernador.
- Jesús Valdés Sánchez, médico y gobernador.
- Rafael Cepeda de la Fuente, médico y revolucionario, gobernador de los estados de México, Nuevo León y San Luis Potosí.
- Abraham Cepeda, militar revolucionario.
- Manuel Aguirre Berlanga, político.
- José de la Luz Valdés Valdés, profesor, militar revolucionario, historiador y poeta.
- Beatriz Aguirre, distinguida actriz.
- Lucio Dávila Rumayor, coronel constituyente.